# Besitzsteuer
Besitzsteuern sind in der Finanzwissenschaft und Steuerlehre eine Steuergruppe, die als Steuerobjekt das Vermögen und dessen Vermögenszuwachs besteuert.

## Allgemeines
Streng rechtlich muss es „Eigentum“ statt „Besitz“ heißen, umgangssprachlich ist dies ähnlich wie beim „Grundbesitz“. Besitzsteuern sind eine Steuergruppe, die an Einkommen, Ertrag und Vermögen anknüpft. Besteuert wird konkret die Bestandsgröße Vermögen (in Form des Betriebsvermögens, Geldvermögens, Kapitalvermögens oder Privatvermögens, zu denen insbesondere Grund und Boden gehören) und dessen Zuwachs durch Stromgrößen (Ertragsteuern auf Einkommen oder Gewinn wie Einkommensteuer, Erbschaftsteuer, Gewerbesteuer, Grundsteuer, Kapitalertragsteuer, Kirchensteuer oder Körperschaftsteuer).

## Steuerarten
Zur Steuergruppe der Besitzsteuern gehören folgende Steuerarten:
| Steuergruppe  | Steueruntergruppe           | Steuerart                                                    | Steuerobjekt                                    |
| ------------- | --------------------------- | ------------------------------------------------------------ | ----------------------------------------------- |
| Besitzsteuern | Personensteuern Realsteuern | Einkommensteuer Körperschaftsteuer Gewerbesteuer Grundsteuer | Einkommen Gewinn Gewerbebetrieb Grund und Boden |

Hieraus lassen sich folgende Einzelheiten ableiten:
| Steuergruppe  | Steuerart | Steuerobjekt |
| ------------- | --- | --- |
| Besitzsteuern | Ertragsteuern: Einkommensteuer (inkl. Lohnsteuer) Kapitalertragsteuer Gewerbesteuer Kirchensteuer Körperschaftsteuer; Substanzsteuern: Erbschaftsteuer Grundsteuer Vermögensteuer | Einkommen aus den Einkunftsarten (insbes. Arbeitseinkommen) Einkommen aus Kapitalertrag Einkommen aus Gewerbebetrieb Finanzierung der Kirchenverwaltung Einkommen aus privatrechtlichen Körperschaften Besteuerung von Erbschaften Besteuerung von Grundbesitz Besteuerung des Vermögens |

Diese Besitzsteuern werden wiederum unterteilt in Personensteuern (Einkommen, Körperschaft-, Vermögensteuer) und Realsteuern (Gewerbesteuer, Grundsteuer). Die Besteuerung des Vermögens wird auch Substanzsteuer genannt. Personensteuern berücksichtigen die persönliche Leistungsfähigkeit des Steuerschuldners, Realsteuern dagegen nicht.

## International
Der Begriffsinhalt der Besitzsteuern ist in Österreich und in der Schweiz identisch mit dem deutschen. Sehr unterschiedlich ist in den drei Ländern die Behandlung der Vermögensteuer. Eine Vermögensteuer (Deutschland) gibt es seit Januar 1997 nicht mehr. In Österreich bestand bis 1993 eine Vermögenssteuer auf Nettovermögen. In der Schweiz ist die Vermögenssteuer eine Ergänzungssteuer zur Einkommenssteuer und wird unabhängig von der Höhe des Einkommens erhoben. Geregelt wird sie im Wesentlichen im kantonalen Recht, wobei das Steuerharmonisierungsgesetz des Bundes gewisse formale Vorgaben macht.